# New Orleans Saints 2020
La stagione 2020 dei New Orleans Saints è stata la 54ª della franchigia nella National Football League e la 14ª con Sean Payton come capo-allenatore. Anche se la squadra non riuscì ad eguagliare il record di 13–3 delle due stagioni precedenti, vinse la division per il quarto anno consecutivo. Nel primo turno di playoff i Saints batterono i Chicago Bears per 21-9. Furono eliminati la settimana successiva dai Tampa Bay Buccaneers futuri vincitori del Super Bowl.
Questa fu l'ultima stagione per il quarterback Drew Brees che annunciò il ritiro il 14 marzo 2021 dopo venti stagioni.

## Scelte nel Draft 2020
| Scelte dei Saints nel Draft 2020 |        |               |       |                   |
| Giro                             | Scelta | Giocatore     | Ruolo | College           |
| 1                                | 24     | Cesar Ruiz    | C     | Michigan          |
| 3                                | 74     | Zack Baun     | LB    | Wisconsin         |
| 3                                | 105    | Adam Trautman | TE    | Dayton            |
| 7                                | 240    | Tommy Stevens | QB    | Mississippi State |

## Staff
| Staff dei New Orleans Saints nel 2020 |
| --- |
| Organi dirigenziali - Proprietario - Gayle Benson - Presidente – Dennis Lauscha - Vice presidente esecutivo/General Manager – Mickey Loomis - Vice presidente senior/Chief Operating Officer – Ben Hales - Assist. General Manager/Direttore degli osservatori del college – Jeff Ireland - Vice presidente dell'amministrazione del football – Khai Harley - Direttore delle operazioni – James Nagaoka - Direttore degli osservatori professionistici – Terry Fontenot Capo allenatore - Capo-allenatore - Sean Payton - Assistente capo-allenatore/Tight end - Dan Campbell Altri allenatori - Preparatore atletico – Dan Dalrymple - Assistente p.a. – Charles Byrd - Assistente p.a. – Rob Wenning Allenatori dell'attacco - Coordinatore offensivo - Pete Carmichael Jr. - Quarterback – Joe Lombardi - Running Back – Joel Thomas - Wide Receiver – Ronald Curry - Offensive Line – Dan Roushar - Assistente Offensive Line – Brendan Nugent - Assistente senior – Curtis Johnson - Offensive Assistant – Declan Doyle - Assistant capo-all-/assistente attacco – Kevin Petry - Assistente – DJ Williams Allenatori della difesa - Coordinatore difensivo - Dennis Allen - Defensive Line – Ryan Nielsen - Linebacker – Michael Hodges - Secondary – Aaron Glenn - Assistente senior – Peter Giunta - Assistente – Cory Robinson - Assistente – Michael Wilhoite - Specialista pass rush – Brian Young Allenatori dello special team - Coordinatore dello special team - Darren Rizzi - Assistente – Phil Galiano |

## Roster
| Roster dei New Orleans Saints nel 2020 |
| --- |
| Quarterback - 9 Drew Brees - 7 Taysom Hill - 2 Jameis Winston Running Back - 32 Michael Burton FB - 41 Alvin Kamara - 88 Ty Montgomery - 28 Latavius Murray Wide Receiver - 12 Marquez Callaway - 11 Deonte Harris RS - 17 Emmanuel Sanders - 10 Tre'Quan Smith - 13 Michael Thomas Tight End - 87 Jared Cook - 89 Josh Hill - 82 Adam Trautman Offensive Linemen - 72 Terron Armstead T - 64 Will Clapp C - 62 Nick Easton G - 73 Ethan Greenidge T - 68 Derrick Kelly II G - 78 Erik McCoy G - 75 Andrus Peat G - 71 Ryan Ramczyk T - 51 Cesar Ruiz C Defensive Linemen - 90 Malcom Brown DT - 92 Marcus Davenport DE - 96 Carl Granderson DE - 91 Trey Hendrickson DE - 94 Cameron Jordan DE - 93 David Onyemata DT - 98 Sheldon Rankins DT - 97 Malcolm Roach DT - 99 Shy Tuttle DT Linebacker - 47 Alex Anzalone OLB - 53 Zack Baun OLB - 56 Demario Davis OLB - 55 Kaden Elliss OLB - 42 Chase Hansen OLB - 52 Craig Robertson MLB Defensive Back - 22 C.J. Gardner-Johnson SS - 48 J.T. Gray SS - 34 Justin Hardee CB - 20 Janoris Jenkins CB - 27 Malcolm Jenkins SS - 23 Marshon Lattimore CB - 21 Patrick Robinson CB - 36 D.J. Swearinger SS - 43 Marcus Williams FS - 26 P.J. Williams CB Special Team - 3 Wil Lutz K - 6 Thomas Morstead P - 49 Zach Wood LS Lista delle riserve - 54 Kiko Alonso OLB (PUP) - 29 Johnson Bademosi CB (IR) - 77 Jalen Dalton DT (IR) - 4 Blake Gillikin P (IR) - 33 Saquan Hampton FS (IR) - 74 James Hurst T (Sospeso) - 57 Anthony Lanier DE (IR) - 57 Noah Spence DE (NF-Inj.) - 86 Jason Vander Laan TE (Opt-out) - 24 Dwayne Washington RB (COVID-19) - 85 Cole Wick TE (Opt-out) Squadra di allenamento - 46 Joe Bachie OLB - 80 Austin Carr WR - 58 Anthony Chickillo OLB - 50 Andrew Dowell LB - 16 Bennie Fowler WR - 45 Garrett Griffin TE - 25 Kemon Hall CB - 84 Lil'Jordan Humphrey WR - 95 Margus Hunt DE - 83 Juwan Johnson WR - 37 Tony Jones Jr. RB - 85 Tommy Stevens TE - 66 Calvin Throckmorton T - 63 Cameron Tom G - 38 Keith Washington Jr. CB - 59 Marcus Willoughby DE 52 attivi, 11 inattivi, 16 nella squadra di allenamento |
| Legenda - I rookie sono in corsivo. - Il primo ruolo è il principale mentre gli eventuali successivi indicano i ruoli secondari. - (IR) sta per Injured Reserve ed indica la lista ristretta per un solo giocatore infortunato che può tornare ad allenarsi dopo la settimana 6 e a rientrare in prima squadra dopo che questa ha giocato 8 partite. - (NF-Inj.) / (NF-Ill.) stanno rispettivamente per Non-Football Injured e Non-Football Illness ed indicano le liste dove viene inserito un giocatore che ha un infortunio o una malattia non dipendente dal football americano. - (PUP) sta per Physically Unable to Perform ed indica la lista dove viene inserito un giocatore mentre è in attesa di recuperare la condizione fisica. Nella stagione regolare dopo la sesta partita giocata dalla propria squadra, il giocatore ha tempo tre settimane per riprendere ad allenarsi, più tre settimane aggiuntive dal suo rientro agli allenamenti per rientrare in prima squadra. |

## Calendario

### Pre-stagione
Il calendario della fase pre-stagionale è stato annunciato il 7 maggio 2020. Tuttavia, il 27 luglio 2020, il commissioner della NFL Roger Goodell ha annunciato la cancellazione totale della pre-stagione, a causa della pandemia di Covid-19.

### Stagione regolare
| Stagione regolare |                    |                         |                    |                    |                            |                    |
| Turno             | Data               | Avversario              | Risultato          | Record             | Stadio                     | Sintesi            |
| 1                 | 13 settembre       | Tampa Bay Buccaneers    | V 34–23            | 1–0                | Mercedes-Benz Superdome    | Recap              |
| 2                 | 21 settembre       | at Las Vegas Raiders    | S 24–34            | 1–1                | Allegiant Stadium          | Recap              |
| 3                 | 27 settembre       | Green Bay Packers       | S 30–37            | 1–2                | Mercedes-Benz Superdome    | Recap              |
| 4                 | 4 ottobre          | at Detroit Lions        | V 35–29            | 2–2                | Ford Field                 | Recap              |
| 5                 | 12 ottobre         | Los Angeles Chargers    | V 30–27 (DTS)      | 3–2                | Mercedes-Benz Superdome    | Recap              |
| 6                 | Settimana di pausa | Settimana di pausa      | Settimana di pausa | Settimana di pausa | Settimana di pausa         | Settimana di pausa |
| 7                 | 25 ottobre         | Carolina Panthers       | V 27–24            | 4–2                | Mercedes-Benz Superdome    | Recap              |
| 8                 | 1 novembre         | at Chicago Bears        | V 26–23 (DTS)      | 5–2                | Soldier Field              | Recap              |
| 9                 | 8 novembre         | at Tampa Bay Buccaneers | V 38–3             | 6–2                | Raymond James Stadium      | Recap              |
| 10                | 15 novembre        | San Francisco 49ers     | V 27–13            | 7–2                | Mercedes-Benz Superdome    | Recap              |
| 11                | 22 novembre        | Atlanta Falcons         | V 24–9             | 8–2                | Mercedes-Benz Superdome    | Recap              |
| 12                | 29 novembre        | at Denver Broncos       | V 31–3             | 9–2                | Empower Field at Mile High | Recap              |
| 13                | 6 dicembre         | at Atlanta Falcons      | V 21–16            | 10–2               | Mercedes-Benz Stadium      | Recap              |
| 14                | 13 dicembre        | at Philadelphia Eagles  | S 21–24            | 10–3               | Lincoln Financial Field    | Recap              |
| 15                | 20 dicembre        | Kansas City Chiefs      | S 29–32            | 10–4               | Mercedes-Benz Superdome    | Recap              |
| 16                | 25 dicembre        | Minnesota Vikings       | V 52–33            | 11–4               | Mercedes-Benz Superdome    | Recap              |
| 17                | 3 gennaio          | at Carolina Panthers    | V 33–7             | 12–4               | Bank of America Stadium    | Recap              |

Note: gli avversari della propria division sono in grassetto.

### Playoff
| Stagione regolare |            |                          |           |        |                         |         |
| Turno             | Data       | Avversario (seed)        | Risultato | Record | Stadio                  | Sintesi |
| Wild Card         | 10 gennaio | Chicago Bears (7)        | V 21–9    | 1–0    | Mercedes-Benz Superdome | Recap   |
| Divisional        | 17 gennaio | Tampa Bay Buccaneers (5) | S 20–30   | 1–1    | Mercedes-Benz Superdome | Recap   |

## Premi

### Premi settimanali e mensili
- Thomas Morstead:

giocatore degli special team della NFC della settimana 1
- Wil Lutz:

giocatore degli special team della NFC della settimana 5
- Cameron Jordan:

difensore della NFC del mese di novembre
- Alvin Kamara:

giocatore offensivo della NFC della settimana 16
running back della settimana 16